# Macandrevia tenera
Macandrevia tenera är en armfotingsart. Macandrevia tenera ingår i släktet Macandrevia och familjen Zeilleriidae. Inga underarter finns listade i Catalogue of Life.